# Yêu hơn cả bầu trời
Yêu hơn cả bầu trời (tên cũ: Chung một bầu trời) là một bộ phim truyền hình được thực hiện bởi Trung tâm Phim truyền hình Việt Nam, Đài Truyền hình Việt Nam do Nguyễn Khải Anh làm đạo diễn. Phim phát sóng bắt đầu từ ngày 12 tháng 2 năm 2021 và kết thúc vào ngày 15 tháng 2 năm 2021 trên kênh VTV1. Một phiên bản đặc biệt dài 130 phút cũng được phát sóng vào ngày 14 tháng 3 cùng năm.

## Nội dung
Yêu hơn cả bầu trời xoay quanh cuộc sống của Thiên (Thanh Sơn), Lâm (Mạnh Quân), Hải (Bình An) - ba học viên ưu tú của trường Sĩ quan Không quân. Họ có chung tình yêu bầu trời và ước mơ trở thành phi công chiến đấu, bảo vệ Tổ quốc. Dù vậy, khi đối mặt với những khó khăn trong học tập, yêu cầu khắc nghiệt về đào tạo và "kỉ luật thép" của quân đội, những học viên còn đầy ngây thơ, ảo tưởng đã có lúc không tránh khỏi sai lầm, thậm chí là muốn từ bỏ. Nhưng khi biến cố ập đến, đứng trước án kỉ luật quân đội, họ mới nhận ra được bay, được cùng thầy cùng bạn học tập và chiến đấu, được tiếp nối truyền thống cha anh thực sự là sứ mệnh và lý tưởng mà họ muốn theo đuổi...

## Diễn viên
- Thanh Sơn trong vai Nguyễn Tuấn Thiên
- Bình An trong vai Phạm Sơn Hải
- Mạnh Quân trong vai Lê Hoàng Lâm
- Quang Sự trong vai Lê Nhất Phong
- Ngô Mai Phương trong vai Mai
- Chiều Xuân trong vai Mẹ Hải
- Thanh Dương trong vai Bố Thiên
- Thiện Tùng trong vai Tùng
- Huyền Sâm trong vai Vân
- Ngọc Tú trong vai Bố Hải ông Sơn
- Thiện Hùng trong vai Hải (lúc trẻ)

Cùng một số diễn viên khác....

## Giải thưởng
| Năm  | Giải thưởng    | Hạng mục                  | (Người) đề cử | Kết quả       | Tham khảo   |
| ---- | -------------- | ------------------------- | ------------- | ------------- | ----------- |
| 2020 | Giải Cánh diều | Phim truyện truyền hình   | —             | Cánh diều bạc | [ 6 ] [ 7 ] |
| 2021 | Ấn tượng VTV   | Phim truyền hình ấn tượng | —             | Đề cử         | [ 8 ]       |
| 2021 | Ấn tượng VTV   | Nam diễn viên ấn tượng    | Thanh Sơn     | Đề cử         | [ 9 ]       |